# El Puerto de Santa María
El Puerto de Santa María – miasto portowe w południowo-zachodniej Hiszpanii, w regionie Andaluzja, prowincji Kadyks.
W mieście rozwinął się przemysł winiarski. W mieście znajduje się stacja kolejowa El Puerto de Santa María.
Rafael Alberti, poeta, urodził się i zmarł w tym mieście.

## Zabytki
- XIII-wieczny zamek św. Marka (hiszp. Castillo San Marcos);
- Plaza de Toros, jedna z największych i najbardziej znanych aren korridy w Hiszpanii;
- kościół Mayor Prioral z XIII wieku, położony przy głównym placu miasta – Plaza Mayor.

## Miasta partnerskie
- Brighton
- Calpe
- Coral Gables
- Texcoco